# Where Is the Love?
"Where Is the Love?" là một bài hát của nhóm nhạc Mỹ The Black Eyed Peas nằm trong album phòng thu thứ ba của họ, Elephunk (2003). Nó được phát hành vào ngày 16 tháng 6 năm 2003 như là đĩa đơn đầu tiên trích từ album bởi A&M Records, will.i.am Music Group và Interscope Records. Bài hát được đồng viết lời bởi ba thành viên của nhóm will.i.am, apl.de.ap và Taboo với Justin Timberlake, Printz Board, Michael Fratantuno và George Pajon, trong khi phần sản xuất được đảm nhiệm bởi will.i.am và Ron Fair. "Where Is the Love?" đánh dấu sự xuất hiện lần đầu tiên của Fergie dưới tư cách thành viên chính thức, và cô sẽ gắn bó với The Black Eyed Peas trong bốn album phòng thu của họ, trước khi chính thức rời nhóm vào năm 2018. Ngoài ra, nó còn có sự tham gia góp giọng từ Timberlake, mặc dù anh không được đề cập chính thức trong phiên bản đĩa đơn. Đây là một bản conscious hip hop kết hợp với những yếu tố của pop và soul, trong đó nhóm bàn luận đến nhiều vấn đề khác nhau liên quan đến thế giới, bao gồm những chủ đề nhạy cảm như chủ nghĩa khủng bố, nạn đạo đức giả của chính phủ Mỹ, phân biệt chủng tộc, tội phạm băng đảng, ô nhiễm môi trường, chiến tranh và sự không khoan dung.
Sau khi phát hành, "Where Is the Love?" nhận được những phản ứng tích cực từ các nhà phê bình âm nhạc, trong đó họ đánh giá cao quá trình sản xuất cũng như thông điệp thẳng thắn và truyền cảm hứng của nó. Bài hát còn gặt hái nhiều giải thưởng và đề cử tại những lễ trao giải lớn, bao gồm chiến thắng một hạng mục tại giải thưởng âm nhạc Billboard năm 2003 cho Bài hát Mainstream Top 40 của năm và hai đề cử giải Grammy cho Thu âm của năm và Trình diễn rap/hát xuất sắc nhất tại lễ trao giải thường niên lần thứ 46. "Where Is the Love?" cũng tiếp nhận những thành công vượt trội về mặt thương mại, đứng đầu các bảng xếp hạng ở hầu hết những quốc gia nó xuất hiện, bao gồm Úc, Áo, Đan Mạch, Đức, Ireland, Hà Lan, New Zealand, Na Uy, Thụy Điển, Thụy Sĩ và Vương quốc Anh, nơi nó trở thành đĩa đơn bán chạy nhất năm, và lọt vào top 10 ở hầu hết những thị trường khác, bao gồm vươn đến top 5 ở Ý và Tây Ban Nha. Tại Hoa Kỳ, bài hát đạt vị trí thứ tám trên bảng xếp hạng Billboard Hot 100, trở thành đĩa đơn đầu tiên của họ lọt vào top 10, đồng thời bán được hơn một triệu bản tại đây.
Video ca nhạc cho "Where Is the Love?" được đạo diễn bởi will.i.am, trong đó The Black Eyed Peas hóa thân thành nhiều hình tượng khác nhau và cùng với nhiều người khác thể hiện mong muốn được thế giới trả lời câu hỏi về việc tình yêu thực sự là gì thông qua hình tượng dấu chấm hỏi. Để quảng bá bài hát, nhóm đã trình diễn nó trên nhiều chương trình truyền hình và lễ trao giải lớn, bao gồm Saturday Night Live, Top of the Pops, giải Âm nhạc châu Âu của MTV năm 2003 và giải Grammy lần thứ 46, cũng như trong tất cả những chuyến lưu diễn của họ. Kể từ khi phát hành, "Where Is the Love?" đã được hát lại và sử dụng làm nhạc mẫu bởi nhiều nghệ sĩ khác nhau, như Ariana Grande, Busted, CL, Flo Rida, Gwen Stefani và Wyclef Jean. Năm 2016, một phiên bản mới của bài hát với tiêu đề "Where's the Love?" (được viết cách điệu là "#WHERESTHELOVE") đã được nhóm thu âm lại với nhiều nghệ sĩ khác nhau, như là "The Black Eyed Peas hợp tác với The World", để gây quỹ cho tổ chức giáo dục phi lợi nhuận của will.i.am là i.am.angel. cũng như nâng cao nhận thức của mỗi người đối với những sự kiện thảm họa trên thế giới đang diễn ra lúc bấy giờ.

## Danh sách bài hát
Đĩa CD #1 tại châu Âu
1. "Where Is The Love?" – 4:36
2. "Sumthin For That Ass" – 3:54

Đĩa CD #2 tại châu Âu
1. "Where Is The Love?" – 4:36
2. "Sumthin For That Ass" – 3:54
3. "Where Is The Love?" (không lời) – 4:35
4. "Where Is The Love?" (video ca nhạc) – 4:12

Đĩa CD maxi tại châu Âu
1. "Where Is The Love?" – 4:36
2. "Sumthin For That Ass" – 3:54
3. "What's Going Down" – 2:42
4. "Where Is The Love?" (video ca nhạc) – 4:12

## Xếp hạng
| Bảng xếp hạng (2003-04)                  | Vị trí cao nhất |
| ---------------------------------------- | --------------- |
| Úc (ARIA)                                | 1               |
| Áo (Ö3 Austria Top 40)                   | 1               |
| Bỉ (Ultratop 50 Flanders)                | 1               |
| Bỉ (Ultratop 50 Wallonia)                | 19              |
| Đan Mạch (Tracklisten)                   | 1               |
| Châu Âu (European Hot 100 Singles)       | 1               |
| Pháp (SNEP)                              | 16              |
| Đức (Official German Charts)             | 1               |
| Hungary (Rádiós Top 40)                  | 7               |
| Ireland (IRMA)                           | 1               |
| Ý (FIMI)                                 | 3               |
| Hà Lan (Dutch Top 40)                    | 1               |
| Hà Lan (Single Top 100)                  | 1               |
| New Zealand (Recorded Music NZ)          | 1               |
| Na Uy (VG-lista)                         | 1               |
| Ba Lan (Polish Singles Chart)            | 1               |
| Romania (Romanian Top 100)               | 1               |
| Scotland (OCC)                           | 1               |
| Tây Ban Nha (PROMUSICAE)                 | 2               |
| Thụy Điển (Sverigetopplistan)            | 1               |
| Thụy Sĩ (Schweizer Hitparade)            | 1               |
| Anh Quốc (OCC)                           | 1               |
| Hoa Kỳ Billboard Hot 100                 | 8               |
| Hoa Kỳ Adult Pop Airplay (Billboard)     | 16              |
| Hoa Kỳ Dance Club Songs (Billboard)      | 7               |
| Hoa Kỳ Hot R&B/Hip-Hop Songs (Billboard) | 22              |
| Hoa Kỳ Hot Rap Songs (Billboard)         | 19              |
| Hoa Kỳ Pop Airplay (Billboard)           | 1               |
| Hoa Kỳ Rhythmic (Billboard)              | 1               |

| Bảng xếp hạng (2003)                 | Vị trí |
| ------------------------------------ | ------ |
| Australia (ARIA)                     | 3      |
| Austria (Ö3 Austria Top 75)          | 10     |
| Belgium (Ultratop 50 Flanders)       | 10     |
| Denmark (Tracklisten)                | 8      |
| Europe (European Hot 100 Singles)    | 2      |
| France (SNEP)                        | 78     |
| Germany (Official German Charts)     | 4      |
| Ireland (IRMA)                       | 2      |
| Italy (FIMI)                         | 10     |
| Japan (Tokyo Hot 100)                | 16     |
| Netherlands (Dutch Top 40)           | 4      |
| Netherlands (Single Top 100)         | 19     |
| New Zealand (Recorded Music NZ)      | 2      |
| Norway Autumn Period (VG-lista)      | 2      |
| Sweden (Sverigetopplistan)           | 7      |
| Switzerland (Schweizer Hitparade)    | 2      |
| UK Singles (Official Charts Company) | 1      |
| US Billboard Hot 100                 | 26     |
| US Pop Songs (Billboard)             | 1      |
| Bảng xếp hạng (2004)                 | Vị trí |
| Hungary (Rádiós Top 40)              | 64     |

| Bảng xếp hạng (2000-09)              | Vị trí |
| ------------------------------------ | ------ |
| Australia (ARIA)                     | 35     |
| Germany (Official German Charts)     | 89     |
| UK Singles (Official Charts Company) | 25     |
| US Pop Songs (Billboard)             | 33     |

| Bảng xếp hạng                        | Xếp hạng |
| ------------------------------------ | -------- |
| UK Singles (Official Charts Company) | 171      |
| US Pop Songs (Billboard)             | 29       |

## Chứng nhận
| Quốc gia | Chứng nhận  | Số đơn vị/doanh số chứng nhận |
| --- | ----------- | ----------------------------- |
| Úc (ARIA) | 4× Bạch kim | 280.000^                      |
| Bỉ (BEA) | Vàng        | 25.000*                       |
| Đan Mạch (IFPI Đan Mạch) | Vàng        | 15,000^                       |
| Đức (BVMI) | Bạch kim    | 500.000‡                      |
| Ý (FIMI) | Bạch kim    | 50.000‡                       |
| Na Uy (IFPI) | Bạch kim    | 10.000‡                       |
| New Zealand (RMNZ) | Bạch kim    | 15.000*                       |
| Thụy Điển (GLF) | Bạch kim    | 40,000^                       |
| Anh Quốc (BPI) | 2× Bạch kim | 1,223,752                     |
| Hoa Kỳ (RIAA) | Vàng        | 500.000*                      |
| * Chứng nhận dựa theo doanh số tiêu thụ. ^ Chứng nhận dựa theo doanh số nhập hàng. ‡ Chứng nhận dựa theo doanh số tiêu thụ và phát trực tuyến. |             |                               |

## Phiên bản năm 2016
Phiên bản năm 2016 của "Where is the Love" lấy mẫu từ bài hát gốc nhưng có thêm thành phần âm nhạc mới và có thêm sự tham gia góp giọng từ Justin Timberlake, Jamie Foxx, Ty Dolla $ign, Mary J. Blige, Diddy, Cassie, Andra Day, The Game, Tori Kelly, V. Bozeman, Jessie J, French Montana, DJ Khaled, Usher, Nicole Scherzinger, ASAP Rocky, Jaden Smith và một dàn hợp xướng trẻ em gồm 40 thành viên. Ngoài ra, video ca nhạc của nó còn có sự góp mặt của những nghệ sĩ nổi tiếng như Connie Britton, Lance Bass, Rosario Dawson, Shailene Woodley, Taye Diggs, Kareem Abdul-Jabbar, Quincy Jones, Olivia Munn, Jhené Aiko, Krewella, Wiz Khalifa, Charlie Carver, Ian Harding, Max Carver, Daniel Sharman, Vanessa Hudgens, Russell Westbrook, Carla Gugino, DJ Khaled, Ben Barnes, Nikki Reed, Jessica Szohr, Snoop Dogg, LL Cool J, Kris Jenner và Kendall Jenner.

### Danh sách bài hát
Tải kĩ thuật số
1. "Where's the Love?" (hợp tác với The World) – 5:25

### Xếp hạng
| Bảng xếp hạng (2016)                        | Vị trí |
| ------------------------------------------- | ------ |
| Úc (ARIA)                                   | 15     |
| Bỉ (Ultratip Flanders)                      | 12     |
| Bỉ (Ultratip Wallonia)                      | 6      |
| Canada Nhạc số (Billboard)                  | 21     |
| Châu Âu Nhạc số (Billboard)                 | 14     |
| Pháp (SNEP)                                 | 26     |
| Đức (Official German Charts)                | 39     |
| Luxembourg Nhạc số (Billboard)              | 5      |
| Hà Lan (Dutch Top 40 Tip)                   | 28     |
| New Zealand Heatseekers (Recorded Music NZ) | 3      |
| Scotland (OCC)                              | 11     |
| Slovakia (Singles Digitál Top 100)          | 58     |
| Tây Ban Nha (PROMUSICAE)                    | 14     |
| Thụy Sĩ (Schweizer Hitparade)               | 41     |
| Anh Quốc (OCC)                              | 47     |
| Anh Quốc Download (OCC)                     | 11     |
| Hoa Kỳ Digital Songs (Billboard)            | 39     |
| Hoa Kỳ Pop Digital Songs (Billboard)        | 20     |